# Derecho a la ciudad

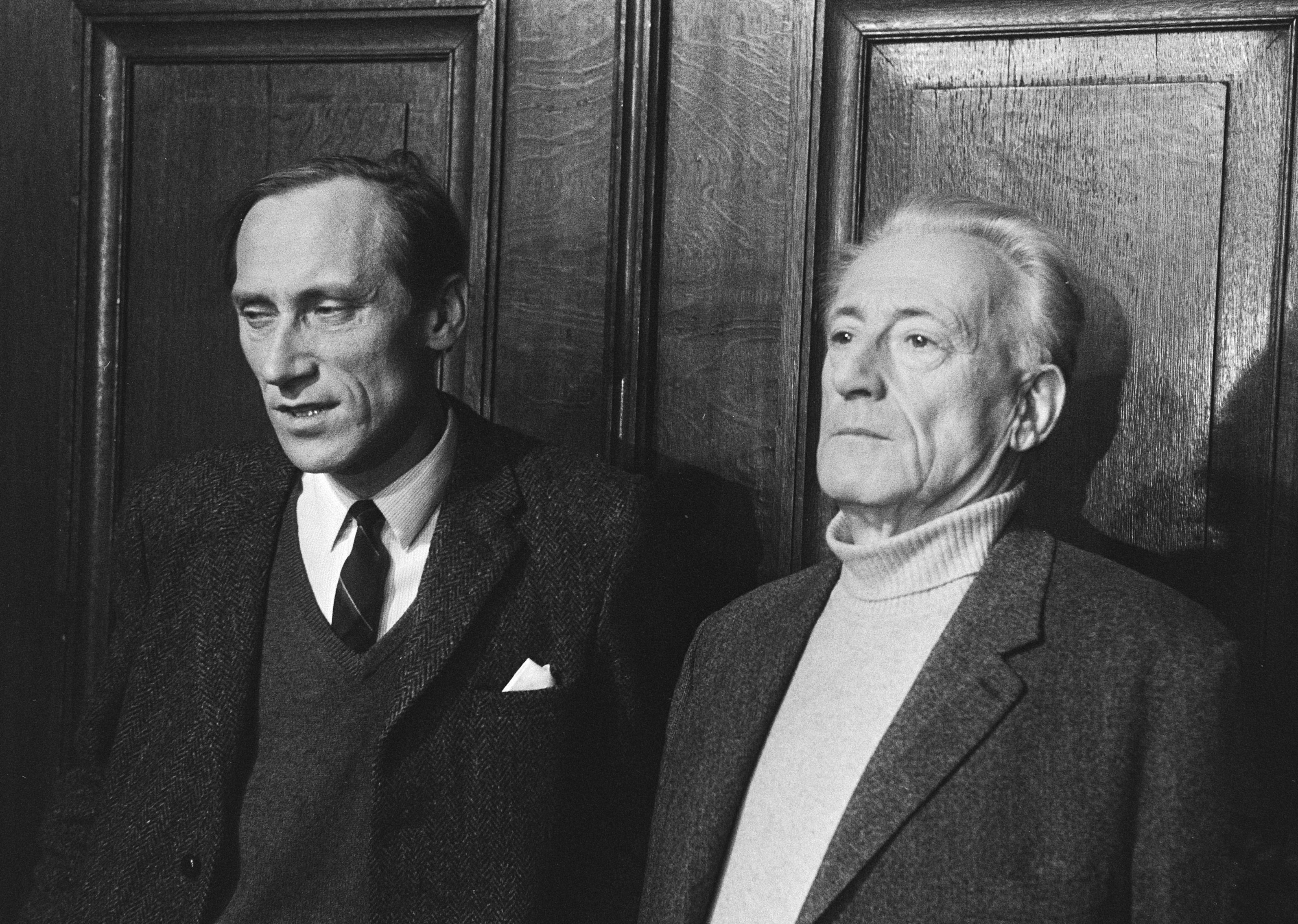
Leszek Kolakowski y Henri Lefebvre en 1971

El derecho a la ciudad es un concepto que pone al centro la inclusión, la accesibilidad y la democracia en las ciudades. Henri Lefebvre propuso este concepto en su libro de 1968 Le Droit à la Ville,   en el que argumentó que el espacio urbano no debería estar controlado únicamente por las fuerzas del mercado,  y el capitalismo, sino que debería ser moldeado y gobernado por los ciudadanos que lo habitan.
Una variedad de movimientos sociales y activistas humanos han retomado este concepto para acceder a la ciudad de forma justa. Este derecho incluye el derecho a la vivienda, el acceso al espacio público y contra la gentrificación. 

## Descripción general
Al crear este concepto, Lefebvre puso especial énfasis en los efectos que el capitalismo tiene sobre "la ciudad", por los cuales la vida urbana fue degradada a la condición de mercancía, la interacción social se desarraigó y el espacio urbano y el gobierno se transformaron en bienes exclusivos. 
Esta concepción de la ciudad como un producto capitalista ha generado y profundizado las desigualdades en los territorios.  
Los movimientos sociales han retomado el concepto de derecho a la ciudad para luchar por la justicia social, el acceso a la vivienda y contra las desigualdades. 
Un ejemplo de cómo la noción del derecho a la ciudad ganó reconocimiento internacional en la década de 2010 se puede ver en el proceso Hábitat III de las Naciones Unidas y cómo la Nueva Agenda Urbana (2016) reconoció el concepto como la visión de "ciudades para todos". 

## Movimientos populares de la década de los 2000

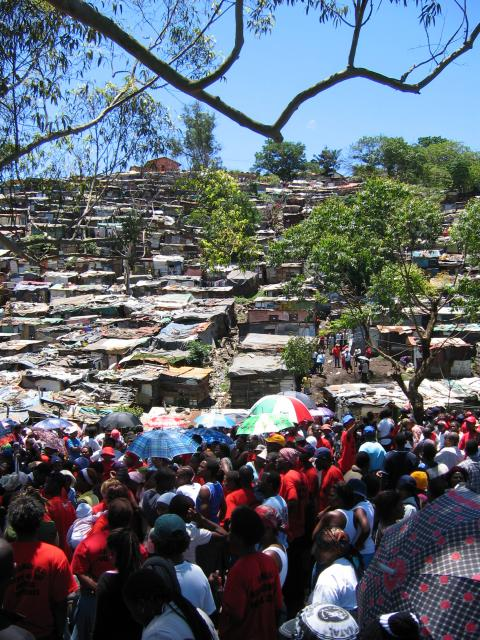
Base AbahlaliMontaje Mjondolo

Varios movimientos populares, como el movimiento de habitantes de chabolas Abahlali baseMjondolo en Sudáfrica,  la Right to the City Alliance en los Estados Unidos,  Recht auf Stadt,  una red de ocupantes ilegales, inquilinos y artistas en Hamburgo, y varios movimientos en Asia y América Latina,  incorporaron la idea del derecho a la ciudad en sus luchas en las primeras décadas del siglo XXI.
En Brasil, el Estatuto de la Ciudad de 2001 incorporó el Derecho a la Ciudad a la legislación federal. 
En la década de 2010, los académicos propusieron un “derecho digital a la ciudad”,   que implica pensar en la ciudad no solo como ladrillos y cemento, sino también como código digital e información. 

## Crítica
El concepto ha recibido críticas debido a que la versión original de Henri Lefevbre se redujo a una "visión de ciudadanía", centrada sólo en la implementación de los derechos sociales y económicos en la ciudad, dejando de lado la naturaleza transformadora y el papel del conflicto social del concepto original.   Marcelo Lopes de Souza, por ejemplo, ha sostenido que como el derecho a la ciudad se ha puesto "de moda en estos días", "el precio de esto ha sido a menudo la trivialización y la corrupción del concepto de Lefebvre"  y ha pedido fidelidad al significado.